# どうーなってるの?!
『どうーなってるの?!』は、フジテレビ系列局（一部地域のみ）で1993年4月5日から2001年3月30日まで放送された平日昼前の生活情報バラエティ番組である。2000年4月3日から放送終了までは『噂のどーなってるの?!』（うわさ - ）のタイトルで放送した。

## 概要
前番組『ジョーダンじゃない!?』の内容を引き継いだ。放送時間は毎週月曜日から金曜日までの10時30分 - 11時25分（JST）、1993年12月末に『妻たちの劇場』の終了に伴い、1994年1月から開始時刻を手前に35分繰り上げ拡大、9時55分 - 11時25分の90分番組となった。
1994年4月改編には、『めざましテレビ』が開始したことに伴い、『ポンキッキーズ』を夕方に移した上で、『おはよう!ナイスデイ』の開始時刻を8時に繰り上げ。「日本の朝はこれでいいのか」をキャンペーンフレーズにしたフジテレビでは『めざましテレビ』『ナイスデイ』と本番組を合わせ5時55分から11時25分まで5時間半の連続生放送が実現。しかし、半年後の10月改編で『ナイスデイ』は8時30分開始に戻ることとなる。空いた30分枠には『ポンキッキーズ』が戻ることとなった。
本番組には毎日テーマがあり、そのテーマにそった内容を視聴者から募集し、再現VTRで紹介する。また、VTR中で番組が投稿者本人に詳しく話を聞いた映像が紹介された。
番組の後半、11時頃からは『夕食ばんざい』（1998年3月までは料理人の結城貢とフジテレビアナウンサーの佐藤里佳、同年4月から中井美穂と日替わり料理人）、2000年4月から2001年3月までは『郁恵・井森のお料理BAN!BAN!』、ディノス提供の『いいものセレクション』があった。
オープニングは番組キャラ「ジャグチーくん」をコミカルに描いたCG。
また一時期、深夜に特別番組として「夜のどうーなってるの?!」が放送されていた。総合司会は小倉智昭と深澤里奈（フジテレビアナウンサー）だった。
1999年3月末に小倉が同年4月開始の『情報プレゼンター とくダネ!』の総合司会に就任することを受け深澤と共に降板。新たに吉田照美、石塚英彦、西山喜久恵（フジテレビアナウンサー）が総合司会となる。2000年4月3日から番組名を『噂のどーなってるの?!』と改題してリニューアルしたが、翌年の2001年3月30日をもって8年間の歴史に幕を下ろし、『こたえてちょーだい!』に引き継がれた。
末期では、『ポンキッキーズ』を再び夕方に移した上で『とくダネ!』を8:00開始としたため、『めざましテレビ』・『とくダネ!』・本番組を合わせてフジテレビの平日午前は生番組でほぼ占める格好となっていた。
当時コメンテーターとして準レギュラー出演していた笑福亭鶴光は、後に番組終了の理由を「"お尻の穴にキャラメルを入れると熱が下がる"というネタで、ある有名な飴職人のキャラメルを映したところ、それを見たスポンサーが怒った」「イメージとして、そういうことを子どもがマネしたらどうなんねん、と」と語り、番組内容に関するスポンサー企業とのトラブルが原因だったとしている。ただしMCの吉田らはその話を聞いていないという。
CM入りジングルBGMはオープニングBGMアレンジ短縮早送り5秒版で、1997年9月まで出演していた初代女性司会・中村江里子が番組開始直前の1993年に事前に収録した「どうーなってるの」と問いかける音声が使用されていた。同10月以降は中村の降板に伴い、ただの同じBGMのみとなり「どうーなってるの」と問いかける音声は消滅した。

## 出演者
| 1993.4.5 | 1997.9.26 | 小倉智昭          | 中村江里子1 | 結城貢    | 佐藤里佳            | 中野安子2 |
| 1997.9.29 | 1998.4.3  | 小倉智昭          | 深澤里奈    | 結城貢    | 佐藤里佳            | 中野安子2 |
| 1998.4.6 | 1999.3.31 | 小倉智昭          | 深澤里奈    | （不在）3 | 中井美穂            | 中野安子2 |
| 1999.4.1 | 2000.3.31 | 吉田照美 石塚英彦 | 西山喜久恵  | （不在）3 | 中井美穂            | 中野安子2 |
| 2000.4.3 | 2001.3.30 | 吉田照美 石塚英彦 | 西山喜久恵  | （不在）3 | 榊原郁恵2 井森美幸2 | 中野安子2 |
| - 上記の初期出演者は全員『ジョーダンじゃない!?』から続投。 - 1 1993年10月 - 1994年3月、金曜日の『スーパータイム関東』および1995年4月 - 1996年3月、土曜日の『プロ野球ニュース』をそれぞれ兼務。 - 2 『こたえてちょーだい!』も続投。 - 3 結城の降板により、料理人が日替わりで出演。 |           |                   |             |           |                     |           |

### 準レギュラー
- 内海好江
- 笑福亭笑瓶
- 原田大二郎
- 住田隆
- 松尾伴内
- 稲川淳二
- つまみ枝豆
- 江藤博利
- キャシー中島
- 高見恭子

## タイムテーブル

### どうーなってるの?!
- 9:55 オープニング、今日の特集
- 10:25頃 赤丸チェック
- 10:57 ミニ番組※ネット状況を参照
- 11:01 第二部 夕食ばんざい
- 11:10頃 いいものセレクション
- 11:20頃 今日のどうーなってるの?!、エンディング

### 噂のどーなってるの?!
- 9:55 オープニング、今日の特集
- 10:45頃 赤丸チェック
- 10:55頃 郁恵・井森のお料理BAN!BAN!
- 11:10頃 いいものセレクション
- 11:20頃 どうーなってるの?!ふぁんくらぶ、石ちゃんの絵!?、エンディング

## ネット局
もともと、この時間枠が11:00 - 11:25の時間枠（番組名：リビング11）から始まったことと、11時台に限って飛び乗りネットを受ける局もあり、「リビング11」時代のフジテレビでの編成を踏襲した番組進行が長く続いていた。

2000年3月までは10:57から正味3分のローカル枠が存在し（フジテレビは『ハウジングガイド』を放送。内容は住宅メーカーの新築住宅や分譲地、建売住宅などのタイアップ宣伝。11:00には美ヶ原高原美術館の時報CMを流していた。対ネット局へは11:01まで4分尺と少々長めの「ステブレ枠」）、第2部は11:01ちょうどから始まるスタイルをとっていた。
一部の局においては、この「長すぎるステブレ」を嫌い、10時台は別番組を放送し、第2部からネットするという放送局も存在していた（編成などの事情から「第2部飛び乗り」を選択していた局も存在していた）。
「2部飛び乗り」というのは「リビング11」が改編で「ワイドワイドフジ」となる際、フジテレビは開始時刻を1時間繰り上げたものの、当時唯一のネット局であったテレビ静岡（SUT）が、編成の都合上（ドラマ再放送の視聴率がそれなりに良かったため）それまでの11時開始を変更できないということで、11:01にテレビ静岡向けの飛び乗りポイントを設けたことを発端としている。
(第2部からのネット局向けに再度オープニング曲を流し、名前テロップ表示を行っていた。小倉も『11時になりました。夕食ばんざいです』と毎度定例の挨拶を行っていた)。
第2部からネットしていた各局の概要は下記の通り。
- テレビ愛媛では当初、それまでの同枠の番組同様、11:00以降のパートのみを『リビング11』と改題して放送していたが、後期は全編ネットに移行し『どうーなってるの?!』として放送されるようになった。
- 東海テレビは一時期月火水の1部を放送し、10:50以降はドラマの再放送をしていた[注釈 3]が、後にローカル番組を放送（それ以前については後述）。
- テレビ西日本では11時以降のパートのみを『ナイスリビング』と改題して放送していた。
- 仙台放送では一時期別番組放送のため10:50に飛び降りていた。
- 長野放送ではいいものセレクションのコーナーを2000年3月まで番宣に差し替えていた。

また、通常完全ネットしている放送局も11時台からネットする場合もあった。
- 秋田テレビでは、火曜～金曜は完全ネットをしているが、月曜のみ9：55に秋田日本信販提供の「ニコス倶楽部」を放送するためにネット出来ず、東海テレビの昼ドラの再放送などの穴埋めを10時台に放送してから、11時からの飛び乗りで放送していた。そのため、金曜は翌週月曜放送分の予告が放送されず、月曜のオープニングも短縮版を放送していた。噂の～に変わった後は月曜も最終回までの1年ほどは完全ネットになった。
- さくらんぼテレビ（1997年4月1日開局）では、10時台に通販番組を放送することが度々あった。また、夏休みなどにドラマやバラエティー番組の再放送をしていた。その場合、11:00.45から15秒に短縮したオープニングを流し、11時台を放送していた。
- 福島テレビでは民教協加盟の都合上担当番組（テレビ朝日など他系列も含む）[注釈 4]を優先するために月曜日の放送は原則休止。時期によって枠が移動して同時ネットがになる場合もあるが現在でもこの措置が続いている。
- 岡山放送でも週1・2回程度10時台に通販番組を放送していた時期もあり、11:01飛び乗り時に自社出しのタイトルテロップを被せていた。7 - 8月の夏休みシーズン中は子供も在宅しているためアニメの再放送に差し替わっていたこともある。この時10:30から無理やり飛び乗りしていた時期もあった。なおフルネット時、10:55から6分間は「ザ・にじゅうまる」や「ニョキラーチェック」などの番宣番組に差し替えていた。

かつては10:30の飛び乗りポイントも存在し（テレビ新広島、岩手めんこいテレビ、東海テレビ）、この時代は飛び乗りポイント直前に「赤マル君登場!」コーナーを放送していた。

### 全ネット局がフルネット化へ
2000年4月改編で番組名が「噂のどーなってるの?!」へと改編される際にネット調整が行われ、番組ネット局が基本的にすべて9:55スタートに統一されたことに伴い、11時台飛び乗り局はなくなり、飛び乗りポイントも廃止された。
ただし、編成上の都合から金曜日に限り番組を休止し、金曜日はディノス通販コーナーのみを別番組扱いとして編成する局（テレビ静岡や鹿児島テレビなど）や、一週間を通して自社制作番組内に通販コーナーのみを内包してネットする局（テレビ新広島など）もある。

## 過去の放送休止・変更
- 1995年1月17日：阪神・淡路大震災発生のため同月20日まで休止。
- 1995年3月20日：地下鉄サリン事件発生のため休止。
- 1995年10月26日：麻原彰晃刑事裁判第一審の初公判関連の報道特別番組により休止の予定だったが、初公判延期により、急遽特別編が編成された[2]。この日に限り普段ネットされていない地域にも臨時ネットされた[3]。
- 1997年4月22日：ペルー日本大使公邸人質事件武力隊突入発生のため休止。
- 2000年4月3日：小渕恵三総理（当時）緊急入院発表の記者会見のため強制終了。

## スタッフ

### どうーなってるの?!
- 企画：河野雄一（フジテレビ）→清原邦夫（フジテレビ）→幸田さゆり・上野智美（共にフジテレビ）
- 構成：松岡孝（TMプロジェクト）ほか
- 技術：八峯テレビ
- ロケ取材：VIC
- 美術：山田茂夫→中孝造
- 進行：中村秀美
- デザイン：石森慎司（フジテレビ）
- タイトル：加藤啓次→佐々木千代乃
- 音響効果：プロジェクト80→清水康義（プロジェクト80）
- 音楽：棚部陽一
- CGデザイン：桃園隆夫
- キャラクターデザイン：宮尾怜衣
- 協力：フルネット、ディ・コンプレックス、三洋電機
- エンディングテーマ：「青い風吹き抜けるとき」青木ひとみ
- タイムキーパー：榎本幸子
- AP：渡辺祐宏（番組末期）
- ディレクター：朝川昭史、湯谷幸司、坂本健
- プロデューサー：古賀憲一、大島正、峯一郎、岡部勝也（番組末期）、柴田多美子（番組末期）
- 制作協力：日本テレワーク
- 制作著作：フジテレビ

### 噂のどーなってるの?!
- AP：渡辺祐宏
- 総合演出（歴代）：朝川昭史、湯谷幸司、大錦玄孝
- プロデューサー：古賀憲一、大島正、峯一郎、岡部勝也、柴田多美子
- 制作協力：日本テレワーク
- 制作著作：フジテレビ